# Square de la Montagne-Verte
Le square de la Montagne-Verte est un parc public de Colmar en Alsace.

## Localisation
Il est situé dans le quartier centre.
On y accède par les rues de la Montagne-Verte et des Tanneurs.

## Historique
Il occupe depuis 1975 le site d'une ancienne école.
En 2020, un nouveau jardin "Montagne-Verte - Parc Georges Pompidou" (1,7 ha) est créé à la place d'un parking transformé en parking souterrain. De nombreux arbres ont été retirés du square de la Montagne-Verte à la suite du réaménagement.

## Caractéristiques
Sa superficie est de 3 273 m2.
On y trouve notamment un peuplier d'Italie planté en 1919 et un sophora japonica datant de 1877.